# The Burning
Pour plus de détails, voir Fiche technique et Distribution.
The Burning est un film britannique réalisé par Stephen Frears, sorti en 1968.

## Synopsis
En Afrique du Sud, une grand-mère blanche et son petit-fils se rendent comme d'habitude dans la ferme de la sœur de la vieille dame, pour y faire un pique-nique. Elle ne se rend pas compte de la tension qui y règne, alors que le jeune garçon va être témoin du lynchage de leur chauffeur noir, brûlé vif dans la voiture.

## Fiche technique
- Titre original : The Burning
- Réalisation : Stephen Frears
- Scénario : Roland Starke, d'après des nouvelles dont il est l'auteur
- Photographie : David Muir
- Son : Richard Key, Christian Wangler
- Montage : Ian Rakoff
- Musique : Misha Donat
- Production : Stephen Frears, Albert Finney
- Société de production : British Film Institute, Memorial Enterprises
- Société de distribution : British Film Institute
- Pays d'origine :  Royaume-Uni
- Langue originale : anglais, afrikaans
- Format : Noir et blanc  — 35 mm — 1,37:1 — son mono
- Genre : drame
- Durée : 30 minutes
- Dates de sortie : Royaume-Uni : juillet 1968

## Distribution
- Gwen Ffrangcon-Davies : la grand-mère
- Isobel Muller : la cuisinière
- Maxine Day : Jean, l'infirmière
- Cosmo Pieterse : Johnny, le chauffeur
- Mark Baillie : Raymond, le petit-fils
- Walter Glennie : le sergent de police

## Autour du film
- C'est le premier film réalisé par Stephen Frears[1],[2]